# Kościół Miłosierdzia Bożego w Zamościu
Kościół Miłosierdzia Bożego w Zamościu – rzymskokatolicki kościół parafialny należący do parafii pod tym samym wezwaniem (dekanat Zamość diecezji zamojsko-lubaczowskiej).
Teren pod budowę kościoła razem z częścią mieszkalną został wytyczony pod koniec kwietnia 1996 roku przez inżyniera Wiesława Kudyka. Pierwsze prace przy wykopach rozpoczęły się w dniu 2 maja 1996 roku. W dniu 10 czerwca 1996 roku zostały zalane ławy fundamentowe. Kościół został wzniesiony w latach 1996-1999, jest budowlą murowaną, na planie prostokąta, nakryty jest dachem dwuspadowym pokrytym blachą. Świątynia jest orientowana, jej prezbiterium jest lekko podniesione, połączona jest z częścią mieszkalną i kancelarią. W niedzielę, w dniu 6 października 2013 roku biskup Marian Rojek poświęcił kościół.